# Anusia
Anusia är ett släkte av steklar som beskrevs av Förster 1856. Anusia ingår i familjen sköldlussteklar.
Släktet innehåller bara arten Anusia nasicornis.